# Faramea oxyclada
Faramea oxyclada är en måreväxtart som beskrevs av Johannes Müller Argoviensis. Faramea oxyclada ingår i släktet Faramea och familjen måreväxter. Inga underarter finns listade i Catalogue of Life.